# München-Freisingi főegyházmegye
A München és Freising vagy München-Freisingi főegyházmegye (latinul: Archidioecesis Monacensis et Frisingensis, németül: Erzbistum München und Freising) egy németországi római katolikus egyházmegye. Élén München és Freising érseke áll. Bajorország délkeleti részén fekszik, mintegy 11 998 km²-en. 758 plébánia mellett 535 oktatási és 847 szociális intézetet működtet. Két székesegyháza a müncheni Miasszonyunk-templom, illetve a freisingi Szűz Mária és Szent Korbiniánusz-katedrális.
Jelenlegi főpásztora Reinhard Marx bíboros. Joseph Ratzinger, a későbbi XVI. Benedek pápa 1977 és 1982 között volt az egyházmegye érseke.
Az érsekség szuffragáneus egyházmegyje az Augsburgi, a Passaui és a Regensburgi egyházmegye.

## Története
Az egyházmegye története 723-ig nyúlik vissza, ekkor alapított bencés apátságot Szent Korbiniánusz püspök Freisingban. A püspökséget 739-ben alapította meg III. Gergely pápa megbízásából 
Szent Bonifác. 1294-ben a püspök elnyerte a Német-római Birodalom hercegi rangját, így már világi uralkodó is volt. 1802-ben aztán a püspökséget szekularizálták, területét nagy részben a Bajor Választófejedelemség annektálta. 1818-ban VII. Piusz pápa München központtal újjászervezte és érseki rangra emelte az egyházmegyét.
A főegyházmegyében 1945 óta elkövetett szexuális visszaélések kivizsgálásával a főegyházmegye megbízta a Westpfahl Spilker Wastl (WSW) ügyvédi irodát. A 2022 januárjában nyilvánosságra hozott jelentés szerint 1945 és 2019 között legalább 497-en váltak visszaélések áldozatává, nagyobbrészt fiúgyermekek és serdülők; a be nem jelentett esetek miatt a tényleges szám ugyanakkor ennél nagyobb lehet. A feltételezett elkövetők száma legalább 235, ebből 173 pap és 9 diakónus.  Az egyházmegyét 1977 és 1982 között érsekként vezető Joseph Ratzingernek (a későbbi XVI. Benedek pápának) négy esetet rónak fel, amikor elmulasztotta, hogy bántalmazással vádolt papok ellen fellépjen. Ratzinger közleményben tagadta felelősségét. Utódját, Friedrich Wettert 21 esetben vádolják helytelen eljárással; ő az eseteket nem, a helytelen eljárást ugyanakkor tagadja. A hivatalban lévő Reinhard Marxot két esetbeni konkrét helytelen eljárással vádolják, de a jelentés szerint a bejelentések nagy számához képest „viszonylag csekély számban” állapítható csak meg, hogy közvetlenül foglalkozott volna a visszaélésekkel.

## Az egyházmegye püspökei

### Freising püspökei
- Erembert (739-747)
- József (747-764)
- Arbeo (764-783)
- Atto (784-810)
- Hitto (811-834)
- Erchambert (835-854)
- Anno (855-875)
- Arnold (875-883)
- Waldo (883-903)
- Utto (903-907)
- Dracholf (907-926)
- Wolfram (926-937)
- Lantbert (937-957)
- Ábrahám (957-994)
- Gottschalk (994-1006)
- Egilbert, von Moosburg (1006-1039)
- Nitker (1039-1052)
- Ellenhard, meráni gróf (1052-1078)
- Meginhard, Scheyern grófja (1078-1098)
- I. Henrik, von Ebersdorf (1098-1137)
- I. Ottó (1138-1158)
- I. Albert (1158-1184)
- II. Ottó (1184–1220)
- Gerold, von Waldeck (1220-1230)
- I. Konrád, von Tölz und Hohenburg (1230-1258)
- II. (Wittelsbach) Konrád (1258-1278)
- Frigyes, von Montalban (1279-1282)
- Wittelsbach Emicho (1283-1294)

### Freising hercegpüspökei
- Wittelsbach Emicho (1294-1311)
- Gottfried von Hexenagger (1311-1314)
- III. Konrád (1314-1322)
- I. János, Wulfing (1323-1324)
- IV. Konrád, von Klingenberg (1324-1340)
- II. János, Hake (1340-1349)
- II. Albert, von Hohenberg (1349-1359)
- Pál, von Jägerndorf (1359-1377)
- Lipót, von Sturmberg (1377-1381)
- Bertold, von Wehingen (1381-1410)
- V. Konrád, von Hebenstreit (1411-1412)
- Hermann, von Cilli (1412–1421)
- Nicodemus, von Scala (1421–1443)
- Sixtus, von Tannberg (1474–1495)
- Pfalzi Ruprecht (1495–1498)
- Pfalzi Fülöp (1499–1541)
- Henrik, pfalzi palotagróf (1541–1552)
- Leo Lösch, von Hilkershausen (1552–1559)
- Móric, von Sandizell (1559–1566)
- Jenő, bajor herceg (1566–1612)
- Albert Zsigmond, bajor herceg (1651–1685)
- József Kelemen, bajor herceg (1685–1694)
- János Tivadar, bajor herceg (1727–1763)
- Kelemen Vencel, szász herceg(1763–1768)
- József Konrád, schroffenbergi báró (1790–1803). Halála után nem neveztek ki újabb püspököt, az egyházmegye teendőit Johann Nepomuk von Wolf segédpüspök és Joseph Jakob von Heckenstaller káptalani helynök látta el.

### München és Freising érsekei
- Lothar Anselm von Gebsattel, báró (1818-1821 apostoli kormányzó; 1821-1846 érsek)
- Karl August von Reisach, gróf, bíboros (1846-1856)
- Gregor (Leonhard Andreas) von Scherr, O.S.B. (1856-1877)
- Antonius von Steichele (1878-889)
- Antonius von Thoma (1889-1897)
- Franz Joseph von Stein (1897-1909)
- Franziskus von Bettinger, bíboros (1909–1917)
- Michael von Faulhaber, bíboros (1917–1952)
- Joseph Wendel, bíboros (1952–1960)
- Julius August Döpfner, bíboros (1961–1976)
- Joseph Ratzinger, bíboros (1977–1982)
- Friedrich Wetter, bíboros (1982–2007)
- Reinhard Marx, bíboros (2007–)

## Szomszédos egyházmegyék
- Augsburgi egyházmegye (északnyugat)
- Regensburgi egyházmegye (észak)
- Passaui egyházmegye (északkelet)
- Linzi egyházmegye (kelet)
- Salzburgi főegyházmegye (délkelet)
- Innsbrucki egyházmegye (dél)

## Fordítás
- Ez a szócikk részben vagy egészben  a   Roman Catholic Archdiocese of Munich and Freising című angol Wikipédia-szócikk fordításán alapul.  Az eredeti cikk szerkesztőit annak laptörténete sorolja fel. Ez a jelzés csupán a megfogalmazás eredetét és a szerzői jogokat jelzi, nem szolgál a cikkben szereplő információk forrásmegjelöléseként.